# Брейнтрі (Массачусетс)
Брейнтрі (англ. Braintree) — місто (англ. city) в США, в окрузі Норфолк штату Массачусетс. Населення — 39 143 особи (2020).

## Географія
Брейнтрі розташоване за координатами 42°12′19″ пн. ш. 71°0′8″ зх. д. / 42.20528° пн. ш. 71.00222° зх. д. (42.205416, -71.002168).  За даними Бюро перепису населення США в 2010 році місто мало площу 37,72 км², з яких 35,61 км² — суходіл та 2,11 км² — водойми.

## Демографія
Згідно з переписом 2010 року, у місті мешкали 35 744 особи в 13 736 домогосподарствах у складі 9214 родин. Густота населення становила 948 осіб/км².  Було 14302 помешкання (379/км²).
Расовий склад населення:
| - 86,7 % — білих - 7,6 % — азіатів - 2,7 % — чорних або афроамериканців - 0,2 % — корінних американців - 1,3 % — осіб інших рас |

До двох чи більше рас належало 1,6 %. Частка іспаномовних становила 2,5 % від усіх жителів.
За віковим діапазоном населення розподілялося таким чином: 22,9 % — особи молодші 18 років, 60,1 % — особи у віці 18—64 років, 17,0 % — особи у віці 65 років та старші. Медіана віку мешканця становила 41,6 року. На 100 осіб жіночої статі у місті припадало 89,4 чоловіків;  на 100 жінок у віці від 18 років та старших — 85,2 чоловіків також старших 18 років.
Середній дохід на одне домашнє господарство  становив 99 159 доларів США (медіана — 84 776), а середній дохід на одну сім'ю — 116 003 долари (медіана — 104 152). Медіана доходів становила 66 216 доларів для чоловіків та 57 010 доларів для жінок. За межею бідності перебувало 5,9 % осіб, у тому числі 7,9 % дітей у віці до 18 років та 8,7 % осіб у віці 65 років та старших.
Цивільне працевлаштоване населення становило 19 099 осіб. Основні галузі зайнятості: освіта, охорона здоров'я та соціальна допомога — 22,6 %, науковці, спеціалісти, менеджери — 13,7 %, фінанси, страхування та нерухомість — 12,7 %.